# Potamilla omissa
Potamilla omissa är en ringmaskart som beskrevs av Chamberlin 1919. Potamilla omissa ingår i släktet Potamilla och familjen Sabellidae. Inga underarter finns listade i Catalogue of Life.